# Državna cesta D524
D524 je bila državna cesta u Hrvatskoj koja je sačinjavala bjelovarsku sjevernu obilaznicu. Ukupna duljina iznosila je 8,5 km.
Krajevi ove ceste su bila križanja s državnim cestama D28 i D43. Cesta se križala sa sljedećim županijskim i lokalnim cestama:
- L37025 (Ulica Zvijerci)
- Ž3024 (Ulica Pere Biskupa)
- Ž2143 (Ulica Miroslava Krleže)
- Ž3022